# Euphorbia jodhpurensis
Euphorbia jodhpurensis är en törelväxtart som beskrevs av Ethelbert Blatter och F. Hallberg. Euphorbia jodhpurensis ingår i släktet törlar, och familjen törelväxter. Inga underarter finns listade i Catalogue of Life.